# 北河内谷川
北河内谷川（きたごうちだにがわ）は、徳島県を流れる日和佐川水系の河川である。

## 地理
海部郡美波町を南流する川。日和佐川左岸の支流。水源は阿南市との境にある後世山（538.8m）。流域の地質は中生界の四万十帯。中流は著しく蛇行する。
国道55号は星越からほぼ川沿いに下る。旧土佐街道もほぼこのコースをとっていた。

## 流域の自治体
徳島県
海部郡美波町